# Manilkara longifolia
Manilkara longifolia är en tvåhjärtbladig växtart som först beskrevs av A.Dc., och fick sitt nu gällande namn av Marcel Marie Maurice Dubard. Manilkara longifolia ingår i släktet Manilkara och familjen Sapotaceae. IUCN kategoriserar arten globalt som starkt hotad. Inga underarter finns listade i Catalogue of Life.